# Bréhal
Pour les articles homonymes, voir Bréhal (homonymie).
Bréhal est une commune française, située dans le département de la Manche en région Normandie, peuplée de 3 480 habitants.
Sa station balnéaire est au hameau de Saint-Martin-de-Bréhal.

## Géographie

### Localisation
Bréhal est située à 20 km au sud de Coutances et à 10 km au nord de Granville. La commune s'étend sur 6 km à l'intérieur des terres et sur 2 km dans le sens nord-sud, sur 1 360 hectares.
À l'ouest, à 2 km environ, le village le plus important est Saint-Martin-de-Bréhal.
La majeure partie de la ville est constituée d'un plateau culminant à 71 m d'altitude. On y trouve des prairies bocagères humides, des polders, le domaine marin du havre de la Vanlée (véritable pré salé, où l'on fait de l'élevage de moutons, et qui s'étend sur 4 km de longueur et 2 km de largeur) et un cordon dunaire. Un court fleuve côtier, la Vanlée, traverse la commune, et débouche dans le havre.
La nature même du sol est celle du bocage normand : le Massif armoricain. On y trouve grès et schistes primaires. Quelques puits donnent des eaux ferrugineuses.
Bréhal est constituée de deux agglomérations : le bourg de Bréhal et la plage de Saint-Martin-de-Bréhal (qui s'étire sur 3 km, bordant Coudeville-sur-Mer et Bricqueville-sur-Mer), reliées par une route qui traverse plusieurs petits hameaux.

### Hydrographie
La commune est située dans le bassin Seine-Normandie. Elle est drainée par la Vanlée, le ruisseau du Pont de Bois, le cours d'eau 01 de la Bicheterie, le cours d'eau 01 du Village Fontaine, le fossé 01 du Charonnet et un autre petit cours d'eau,.
La Vanlée, d'une longueur de 16 km, prend sa source dans la commune de Hudimesnil et se jette  dans le golfe de Saint-Malo sur la commune, après avoir traversé quatre communes. 

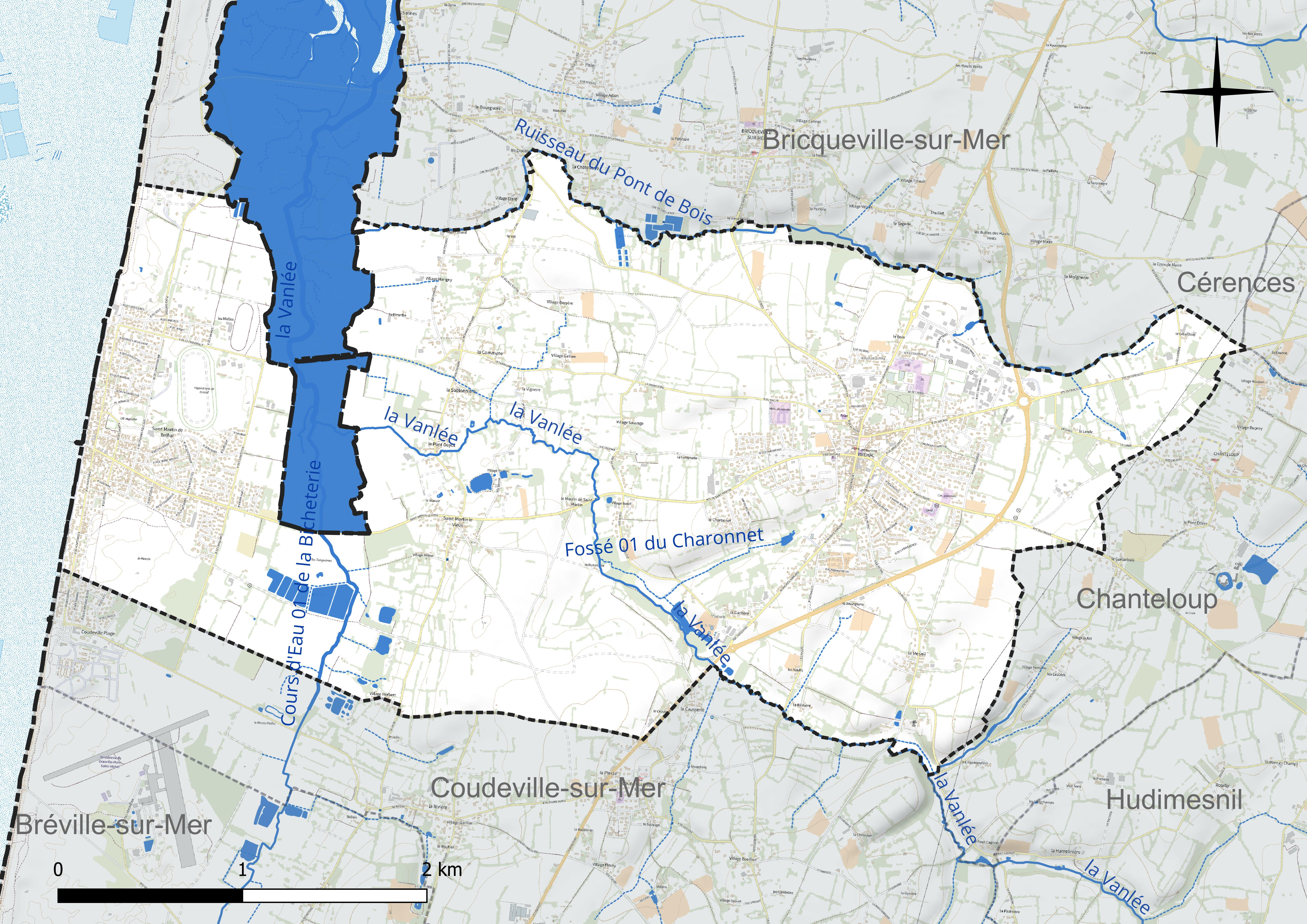
Réseau hydrographique de Bréhal.

### Climat
Pour des articles plus généraux, voir Climat de la Normandie et Climat de la Manche.
En 2010, le climat de la commune est de type climat océanique franc, selon une étude du CNRS s'appuyant sur une série de données couvrant la période 1971-2000. En 2020, Météo-France publie une typologie des climats de la France métropolitaine dans laquelle la commune est exposée à un climat océanique et est dans la région climatique « Normandie (Cotentin, Orne) » et « Bretagne orientale et méridionale, Pays nantais, Vendée ». Parallèlement le GIEC normand, un groupe régional d'experts sur le climat, différencie quant à lui, dans une étude de 2020, trois grands types de climats pour la région Normandie, nuancés à une échelle plus fine par les facteurs géographiques locaux. La commune est, selon ce zonage, exposée à un « climat maritime », correspondant au Cotentin et à l'ouest du département de la Manche, frais, humide et pluvieux, où les contrastes pluviométrique et thermique sont parfois très prononcés en quelques kilomètres quand le relief est marqué.
Pour la période 1971-2000, la température annuelle moyenne est de 11 °C, avec une amplitude thermique annuelle de 11,5 °C. Le cumul annuel moyen de précipitations est de 932 mm, avec 13,9 jours de précipitations en janvier et 8,3 jours en juillet. Pour la période 1991-2020, la température moyenne annuelle observée sur la station météorologique la plus proche, située sur la commune de Longueville à 6 km à vol d'oiseau, est de 11,9 °C et le cumul annuel moyen de précipitations est de 802,4 mm,. Pour l'avenir, les paramètres climatiques de la commune estimés pour 2050 selon différents scénarios d'émission de gaz à effet de serre sont consultables sur un site dédié publié par Météo-France en novembre 2022.

## Urbanisme

### Typologie
Au 1er janvier 2024, Bréhal est catégorisée bourg rural, selon la nouvelle grille communale de densité à sept niveaux définie par l'Insee en 2022.
Elle appartient à l'unité urbaine de Bréhal, une agglomération intra-départementale regroupant trois communes, dont elle est ville-centre,,.
Par ailleurs la commune fait partie de l'aire d'attraction de Granville, dont elle est une commune de la couronne,. Cette aire, qui regroupe 34 communes, est catégorisée dans les aires de moins de 50 000 habitants,.
La commune, bordée par la Manche, est également une commune littorale au sens de la loi du 3 janvier 1986, dite loi littoral. Des dispositions spécifiques d'urbanisme s'y appliquent dès lors afin de préserver les espaces naturels, les sites, les paysages et l'équilibre écologique du littoral, comme le principe d'inconstructibilité, en dehors des espaces urbanisés, sur la bande littorale des 100 mètres, ou plus si le plan local d'urbanisme le prévoit.

### Occupation des sols

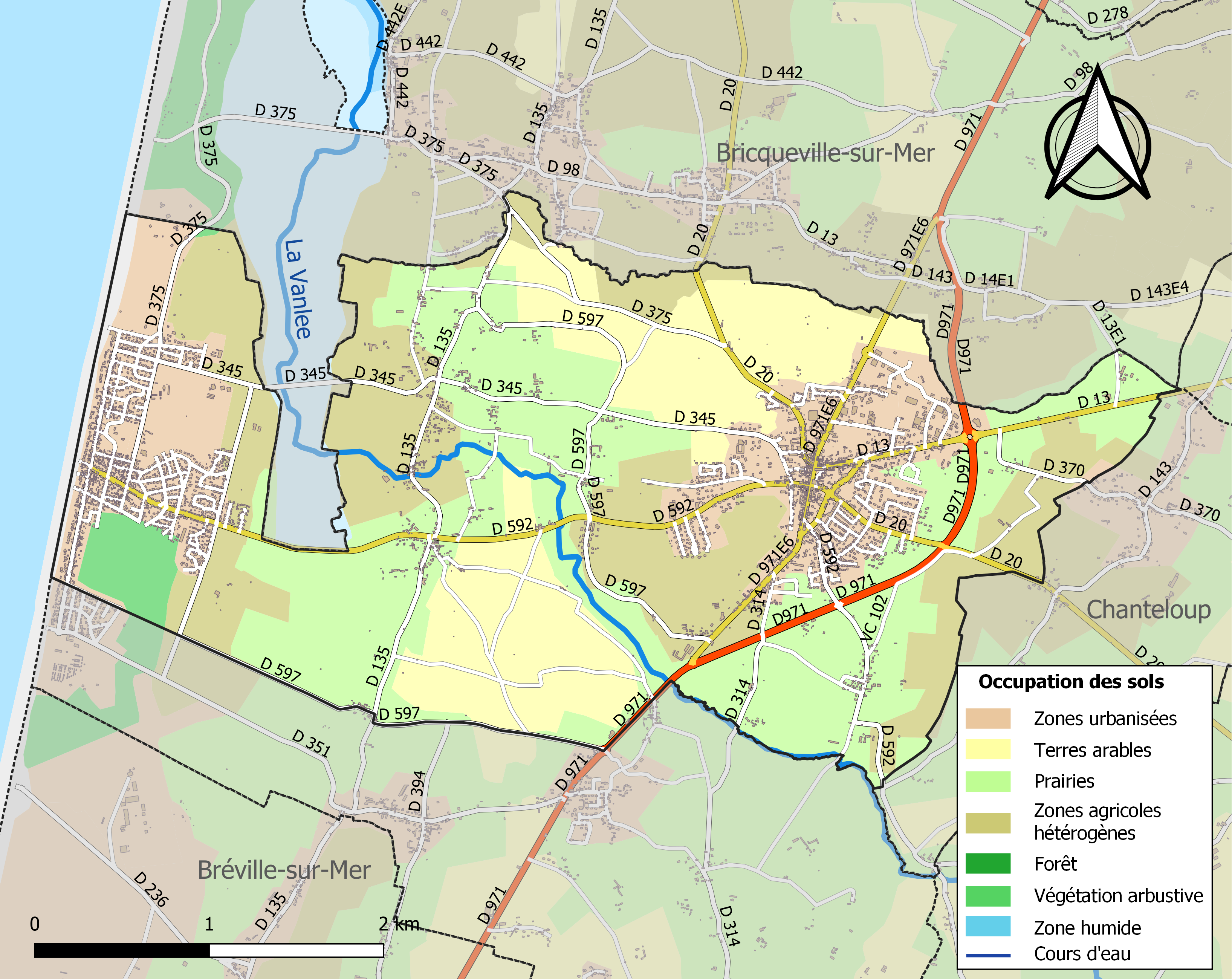
Carte des infrastructures et de l'occupation des sols de la commune en 2018 (CLC).

L'occupation des sols de la commune, telle qu'elle ressort de la base de données européenne d'occupation biophysique des sols Corine Land Cover (CLC), est marquée par l'importance des territoires agricoles (77,3 % en 2018), en diminution par rapport à 1990 (82,5 %).
La répartition détaillée en 2018 est la suivante : prairies (34,1 %), zones agricoles hétérogènes (25 %), terres arables (18,2 %), zones urbanisées (14,2 %), espaces verts artificialisés, non agricoles (3,6 %), milieux à végétation arbustive et/ou herbacée (2 %), zones industrielles ou commerciales et réseaux de communication (1,9 %), zones humides côtières (0,9 %), espaces ouverts, sans ou avec peu de végétation (0,1 %).
L'évolution de l'occupation des sols de la commune et de ses infrastructures peut être observée sur les différentes représentations cartographiques du territoire : la carte de Cassini (XVIIIe siècle), la carte d'état-major (1820-1866) et les cartes ou photos aériennes de l'IGN pour la période actuelle (1950 à aujourd'hui).

### Voies de communication et transports
Plusieurs axes routiers desservent la commune notamment les routes nationales déclassées N 171 (aujourd'hui RD 971 depuis Carentan) N 24bis (aujourd'hui RD 924 vers Villedieu-les-Poêles) et N 173 (aujourd'hui RD 973 depuis Avranches). Bréhal se situe à plus de vingt kilomètres de l'autoroute A84 (E 401).
La ligne de Paris à Granville, au départ de la gare de Paris-Montparnasse, a son terminus à la gare de Granville. Elle est utilisée par le Intercités et le TER Basse-Normandie. Des bus sont mis à la disposition des voyageurs (Veolia Transport) pour atteindre Bréhal et Saint-Martin-de-Bréhal. Aucune voie de chemin de fer ne passe par Bréhal. Cependant, on peut trouver quelques vestiges du petit train qui reliait Coutances à Granville et que les habitants appelaient le Tram ou le Decauville des années 1950.
L'aérodrome de Granville, situé sur la commune voisine de Bréville-sur-Mer, permet des atterrissages d'avions de tourisme, notamment attirés par la baie du Mont-Saint-Michel. L'aéroport de Caen-Carpiquet assure les liaisons interrégionales.
Pour se rendre en bateau aux îles Chausey, Jersey ou Guernesey, il faut se rendre à Granville.

## Toponymie
Le nom de la localité est attesté sous la forme Brehal en 1163, Brahal en 1185 et 1198.
Le gentilé est Bréhalais.

## Histoire

### Moyen Âge
L'église ancienne de Bréhal a été détruite volontairement au XIXe siècle et remplacée par un édifice plus grand. Au Moyen Âge, l'église de Bréhal dépendait de l'abbaye de Hambye (haut lieu médiéval) et les moines du Mont-Saint-Michel y exerçaient aussi des droits, en particulier sur les marais. C'est Foulques Paynel qui donna Bréhal à l'abbaye.
Un des seigneurs de Bréhal combattit en 1066 à Hastings.
En 1099, les Bréhalais participent à la croisade et la prise de Jérusalem avec leur seigneur Paynel. Toujours sous la bannière de leur seigneur, 150 ans plus tard, ils sont aux côtés de Saint Louis et sont à la prise de Damiette et à la bataille de Mansourah (1248-1252).
Jean, seigneur de Bréhal, fut l'un des juges chargés par Charles VII de réviser le procès de Jeanne d'Arc. La terre de Bréhal fut ensuite la possession de la famille Brohon dont Jean qui fut astronome et dont l'un de ses lointains descendants fut baron du Premier Empire.

### Temps modernes
Bréhal ne fut pas épargnée par les guerres de Religion. Chanteloup, ville voisine de Bréhal, fut occupée par les huguenots et devint un centre de regroupement et de défense des protestants du pays.

### Révolution française et Empire
À l'époque révolutionnaire, la commune a été constituée par la réunion des paroisses de Bréhal et Saint-Martin-le-Vieux. Chaque paroisse avait son église. Celle de Saint-Martin, délaissée après le rattachement est d'origine fort ancienne (IXe siècle). Elle garde une bonne partie de ses murs et un double campanile fort original.
En 1789, le prince de Monaco, héritier de la famille des Matignon (une partie des archives de Bréhal est conservée au palais de Monaco), figure comme seigneur de Bréhal à l'assemblée des trois ordres du Cotentin. Les habitants, quant à eux subissent les aléas de cette période troublée : réquisitions de céréales, de chevaux, hébergement obligatoire des armées, sans oublier les exactions des Chouans…
Bonaparte ayant pris le pouvoir le 18 brumaire an VIII (9 novembre 1799), la paix revient à Bréhal. L'église est rendue au culte en 1802. Mais, lorsque Napoléon est battu par les forces européennes, quelque quinze ans plus tard, Bréhal est occupée par les armées de la coalition anti-napoléonienne.
En 1823, le bourg connait un important incendie qui détruit une bonne partie de l'église et des halles. 

### Époque contemporaine
À partir de 1850, la mode des bains de mer bat son plein dans les villes de Deauville et Trouville. Puis vient la guerre de 1870 et l'épidémie de variole qui s'ensuit, décime la commune.
Le docteur de la Bellière, jeune maire en 1884, donne une impulsion à la ville de Bréhal. Des maisons de pierre sont construites, des arbres plantés en bordure de route, un café, de grandes salles pour favoriser réunions et mariages, et enfin une route qui mène de Bréhal jusqu'à la plage de Saint-Martin-de-Bréhal. L'inauguration de cette dernière a lieu en 1904.

#### Seconde Guerre mondiale
En 1944, Bréhal est libérée le 30 juillet par la 6e division blindée américaine, dans le cadre de l'opération Cobra, menée par le général Patton, qui permit une percée permettant, après plusieurs semaines d'âpres combats au nord de Saint-Lô, de libérer en quelques jours le Sud de la Manche et de gagner la bataille de Normandie.

### Liste des maires

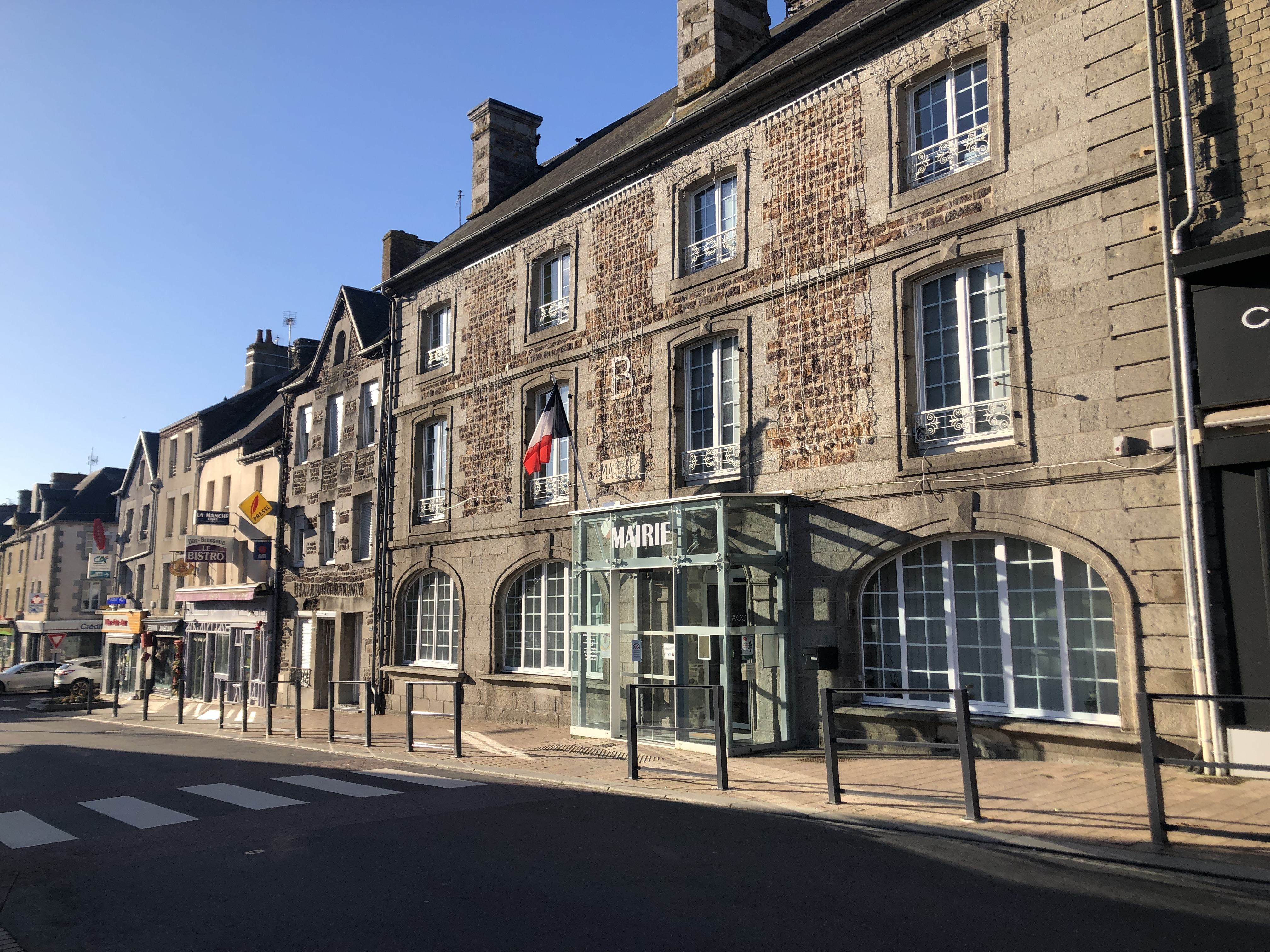
La mairie.

#### Trente glorieuses
La seconde moitié du XXe siècle est marquée par le développement important de la station balnéaire de Saint-Martin-de-Bréhal. En 1967, une violente tempête détruit de nombreuses maisons en bord de mer. Sous l'impulsion du docteur Jean Sesboüé, un enrochement de 2,1 kilomètres est construit en 1970 pour protéger la station des assauts des tempêtes hivernales.[réf. nécessaire]

## Équipements et services publics

### Espaces publics
Bréhal abrite l'espace culturel Marcel-Launay. On y trouve une médiathèque, des cours de musiques, d'arts plastiques et de théâtre. Au cœur de la ville, ce centre culturel accueille également les associations de la ville.
Plage de sable de Saint-Martin-de-Bréhal.

### Enseignement
Un état récapitulatif du diocèse de Coutances en 1675 énonce qu'aucune école n'existe à Bréhal. Ce n'est qu'au début du XIXe siècle qu'il y a une trace du budget réservé aux instituteurs. Vers 1850, apparait un pensionnat religieux pour filles. À cette même époque, il existe déjà une école laïque pour les garçons. L'école des filles est laïcisée quelques années plus tard (1894-1985). Ces écoles préparaient au certificat d'études primaires et au brevet élémentaire.
La construction de l'école laïque de Saint-Martin-de-Bréhal fut inaugurée en 1959. Elle n'avait qu'une classe unique. L'année suivante, une seconde classe fut ouverte pour accueillir quelque quarante enfants. L'école fut définitivement fermée en 1989, à cause de la population vieillissante. Des transports scolaires ont alors été mis en place pour regrouper les enfants sur Bréhal.
L'école privée Saint-Joseph a été rouverte en 1920.
Aujourd'hui, quatre écoles dispensent un enseignement : l'école maternelle et élémentaire publique Jean-Monnet, l'école Saint-Joseph, le collège public La Vanlée.

### Santé
Bréhal abrite un cabinet médical avec médecins, infirmiers, kinésithérapeutes, dentistes… La commune regroupe aussi des pharmacies. Elle dépend du centre hospitalier d'Avranches-Granville.

## Population et société

### Démographie
L'évolution du nombre d'habitants est connue à travers les recensements de la population effectués dans la commune depuis 1793. Pour les communes de moins de 10 000 habitants, une enquête de recensement portant sur toute la population est réalisée tous les cinq ans, les populations de référence des années intermédiaires étant quant à elles estimées par interpolation ou extrapolation. Pour la commune, le premier recensement exhaustif entrant dans le cadre du nouveau dispositif a été réalisé en 2006.
En 2022, la commune comptait 3 480 habitants, en évolution de +3,39 % par rapport à 2016 (Manche : −0,31 %, France hors Mayotte : +2,11 %).
| 1793  | 1800  | 1806  | 1821  | 1831  | 1836  | 1841  | 1846  | 1851  |
| ----- | ----- | ----- | ----- | ----- | ----- | ----- | ----- | ----- |
| 1 159 | 1 373 | 1 265 | 1 519 | 1 732 | 1 637 | 1 693 | 1 577 | 1 665 |

| 1856  | 1861  | 1866  | 1872  | 1876  | 1881  | 1886  | 1891  | 1896  |
| ----- | ----- | ----- | ----- | ----- | ----- | ----- | ----- | ----- |
| 1 627 | 1 538 | 1 494 | 1 439 | 1 517 | 1 504 | 1 450 | 1 400 | 1 352 |

| 1901  | 1906  | 1911  | 1921  | 1926  | 1931  | 1936  | 1946  | 1954  |
| ----- | ----- | ----- | ----- | ----- | ----- | ----- | ----- | ----- |
| 1 299 | 1 294 | 1 350 | 1 351 | 1 252 | 1 352 | 1 396 | 1 420 | 1 523 |

| 1962  | 1968  | 1975  | 1982  | 1990  | 1999  | 2006  | 2011  | 2016  |
| ----- | ----- | ----- | ----- | ----- | ----- | ----- | ----- | ----- |
| 1 525 | 1 568 | 1 988 | 2 390 | 2 351 | 2 599 | 2 945 | 3 073 | 3 366 |

| 2021  | 2022  | - | - | - | - | - | - | - |
| ----- | ----- | - | - | - | - | - | - | - |
| 3 472 | 3 480 | - | - | - | - | - | - | - |

### Manifestations culturelles et festivités
La ville est la première commune de la Manche[réf. nécessaire] à proposer une programmation estivale et une saison culturelle Le Concert du mois professionnelle.

### Sports et loisirs
La commune offre la possibilité de pratiquer de nombreux sports : badminton, handball, cyclisme, golf, football, randonnée, tennis de table, self défense, danse et tennis. Ces sports sont regroupés en associations. En outre, les courses de chevaux sont organisées à l'hippodrome Gabriel-Lefrand.

### Cultes
La nouvelle église dédiée à Notre-Dame dépend de la paroisse Notre-Dame-de-l'Espérance du doyenné du Pays de Granville-Villedieu.

## Économie
L'économie de la commune se basait essentiellement sur les activités maritimes. Une des activités de la mer était le ramassage de la pailleule, appelé le varech ou encore « le vrai ». Ou encore la récolte du Goémon, pratiquée jusqu'en 1940. Cette espèce de varech se fixait sur les rochers face aux Salines. Les Bréhalais ramassaient aussi la tangue, sable vaseux, situé aux embouchures des cours d'eau de la Vanlée. Elle servait d'engrais. Enfin, la pêche (officielle et officieuse) permettait à bon nombre d'habitants d'en faire le commerce (maquereaux, bars…) ou de subvenir à leurs besoins (coquillages et autres crustacés). Aujourd'hui encore, la pêche est une source de revenus non négligeable, notamment par l'accès à la plage de Saint-Martin-de-Bréhal.
Parallèlement aux activités maritimes, les habitants pratiquaient les activités agricoles, comme la traite des vaches, la récolte des pommes et autres fruits et légumes qu'ils revendaient sur les marchés. Au XIXe siècle, la plus grande foire du canton était celle des ovins.
Au fil des années de nombreux commerces ont vu le jour. Au début du XXe siècle, on trouvait des couturières, des bourreliers, des barbiers… Aujourd'hui, ces commerces ont disparu et ont été remplacé par des hôtels, des banques… D'autres ont perduré comme la boulangerie Ozenne, le café Lebouteiller, la boucherie…
Grâce à la mode des bains de mer, Bréhal a pu investir dans le tourisme, en construisant hôtels, gîtes ruraux… et aménager la plage et le centre de Saint-Martin-de-Bréhal. La commune est dénommée « commune touristique » depuis octobre 2009.

## Culture locale et patrimoine

### Lieux et monuments

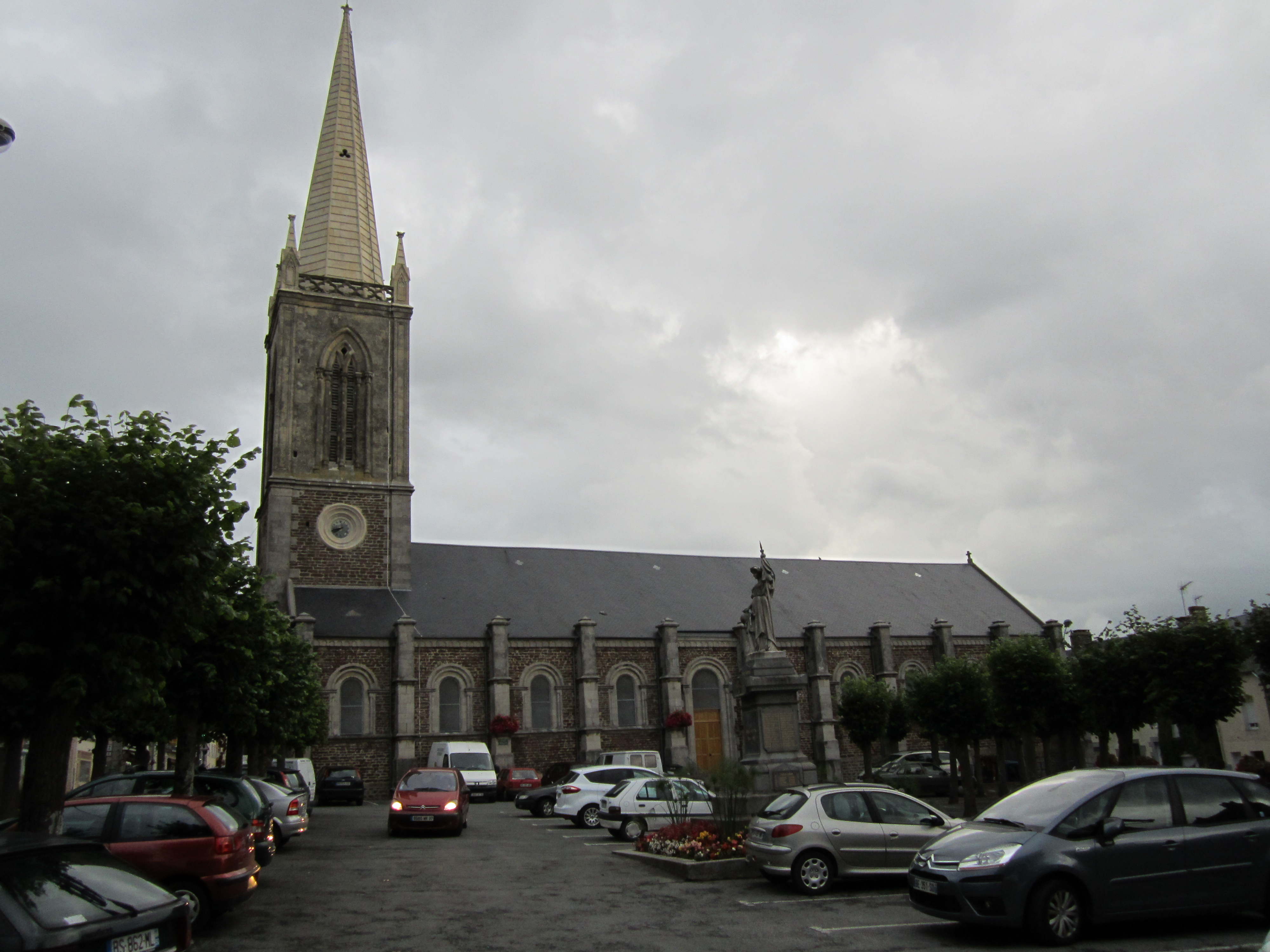
L'église Notre-Dame.

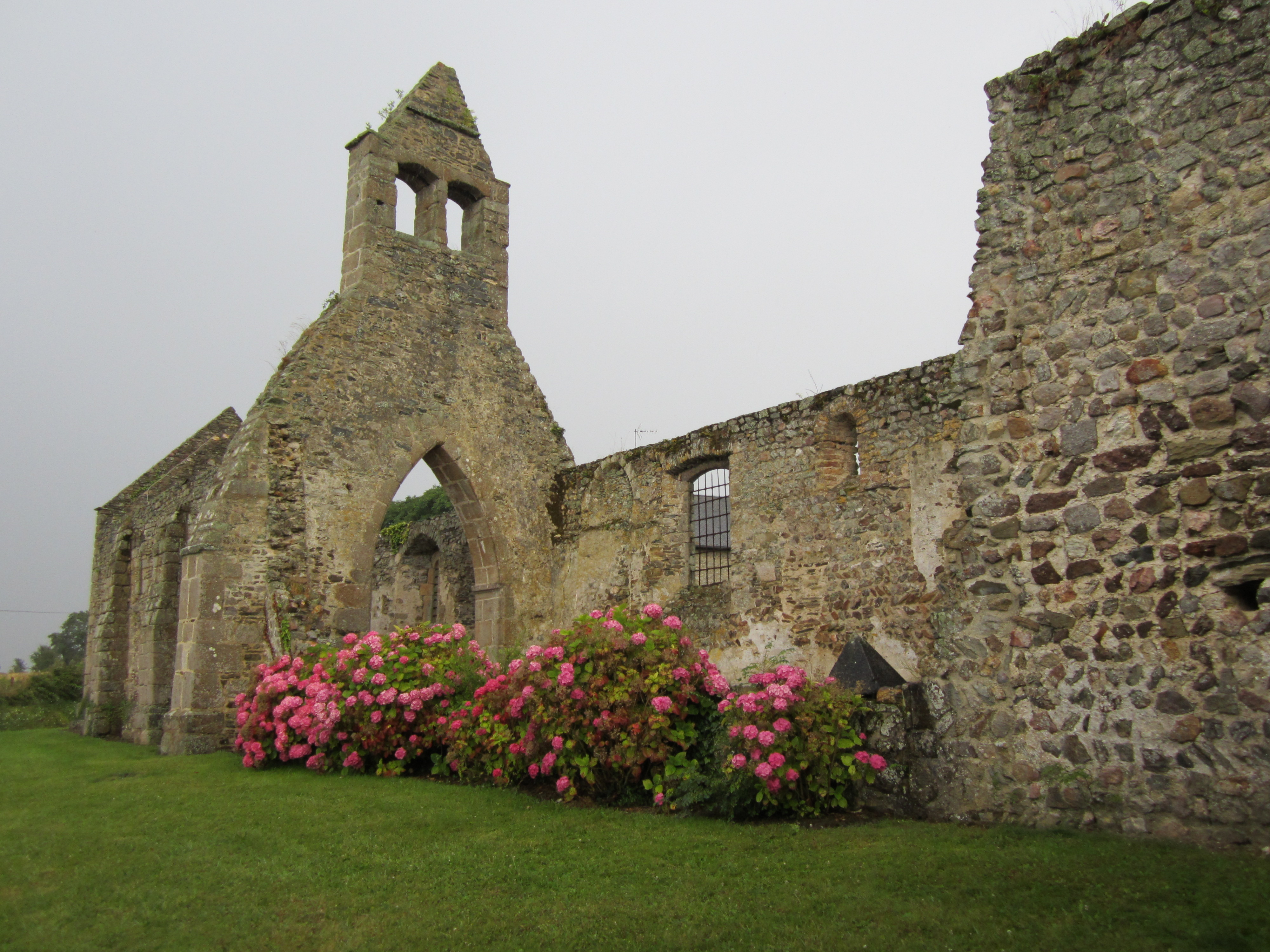
L'ancienne église de Saint-Martin-le-Vieux.

- Ruines de l'église de Saint-Martin-le-Vieux du IXe siècle, inscrites au monuments historiques par arrêté du 7 décembre 1970[42], et chapelle Saint-Martin du XXe siècle[43].
- Église contemporaine Notre-Dame du XIXe siècle, en pierre, en style néo-roman. Elle fut construite de 1841 à 1876 en remplacement de l'église d'origine romane jugée trop petite. Elle abrite notamment un maître-autel du XIXe, une verrière du XXe de Duhamel-Marette ainsi qu'une Vierge à l'Enfant du XIXe[43].

La première église de Bréhal était de style roman et se nommait Sainte-Marie-de-Bréhal. La nef et le portail étaient du XIe siècle. Vers 1200, elle relevait de l'abbaye de Hambye. En 1841, la jugeant trop petite, elle fut détruite et reconstruite (entre 1841 et 1876) et rénovée dans les années 1970.
- Tour du moulin à vent du Hurtrel du XVIIIe siècle, en cours de restauration).
- Le Mesnil des XVIIIe – XIXe siècles.
- Bellevue.
- Le château de la Haulerie.
- Le Mesnil Sauvage du XIXe siècle.
- La Halle. Construite dans les années 1878-1879 initialement pour la vente de bestiaux et de céréales, et devenue inutile au début du siècle, elle a abrité un théâtre et a servi de salle de cinéma notamment pendant la période estivale jusque dans les années 1980. Elle sert depuis de salle de réunions ou d'expositions, et abrite notamment l'office de tourisme.
- Calvaires de la Croix-Colette (1880) et de la Croix-Fontaine du XVIIIe siècle[46].
- Croix de cimetière de Saint-Martin-le-Vieux et calvaire de Saint-Martin-de-Bréhal.

### Personnalités liées à la commune
- Mathilde Jacob (1848 - Bréhal, 1928), écrivain.
- Edmond-Marie Poullain (1878-1951)[43], peintre-graveur, aquafortiste et juge de paix, s'installe à Bréhal en janvier 1928. Il recevra dans sa demeure ses amis Guillaume Apollinaire, Max Jacob, Fernand Fleuret, Louise Hervieu, André Salmon qui viendra s'y réfugier en 1946.
- Théophile Maupas, instituteur à Bréhal de 1894 à 1907[47]. Pendant la Première Guerre mondiale, en 1915, il est un des caporaux de Souain fusillés pour l'exemple, pour avoir refusé, comme l'ensemble des soldats présents, d'accomplir l'ordre d'escalader une tranchée et de mourir à coup sûr.
- Laurent Clément (1921-2004)[43], né à Bréhal, préfet.
- Jerry Billing, citoyen d'honneur de Bréhal en 1992. Ce jeune pilote canadien en service dans la Royal Air Force et la Royal Canadian Air Force participa à la libération de la Normandie. Abattu et blessé le 1er juillet 1944 lors d'une attaque aérienne, 10 km au sud de Carentan, il finit par être recueilli par une famille bréhalaise, qui l'adopta peu après[48].
- Guy Môquet (1924-1941)[43], résistant, fusillé à dix-sept ans le 22 octobre 1941. L'une des rues de la commune porte son nom. Son père, Prosper Môquet (1897-1986), est né dans la commune voisine de Chanteloup et décédé à Bréhal.
- Gérard Férey (Bréhal, 1941 - 2017), chimiste.

### Héraldique, logotype

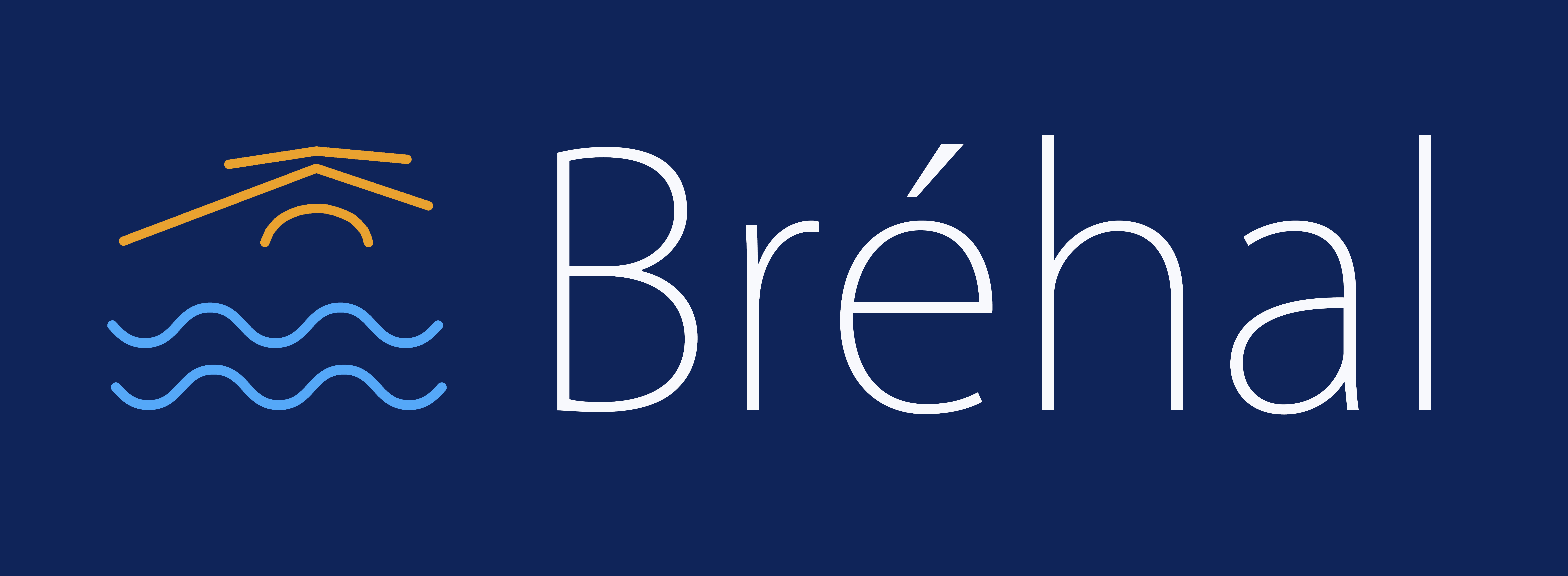
Logo.

| Blason de Bréhal | Blason  | Coupé : au premier de gueules au léopard d'or accompagné de huit fleurs de lys du même, quatre rangées en chef et quatre rangées en pointe, au second d'azur aux trois coquilles d'or ordonnées 2 et 1.                                                           |
| Blason de Bréhal | Détails | Le nouveau logo de la commune, créé en 2021 représente le bourg, à travers la halle au Blé, et Saint-Martin-de-Bréhal à travers sa plage. Il constitue l'identité graphique de la commune et est utilisé sur tous les supports physiques, imprimés ou numériques. |